# Ossos de la cara
Els ossos de la cara comprèn els ossos facials que es poden unir per formar una part del crani. Són a excepció del vòmer i el maxil·lar inferior o mandíbula, situats en la línia mitjana, parells i simètrics: el nasal o propi del nas, el maxil·lar superior, l'unguis o lacrimal, el zigomàtic o malar o jugal, el palatí i el cornet inferior.
Els ossos de la regió superior de la cara són solidaris del crani:
- Els maxil·lars superiors formen la mandíbula superior i constitueixen la major part de la zona inferior de les òrbites, les parets laterals i la zona inferior de les fosses nasals, i la part anterior del sostre de la cavitat bucal.
- Els palatins formen la part posterior del paladar ossi.
- El vòmer es desvia fàcilment cap a un costat o altre, essent la causa que els forats del nas siguin de diferent mida.
- Els ossos zigomàtics formen a cada costat de sota les òrbites unes prominències, els pòmuls.
- Els ossos lacrimals estan situats en l'angle intern de les òrbites, darrere de les apòfisis frontals del maxil·lar superior. Formen els ossos petits de la cara. Tenen una ranura per on passa el conducte lacrimal que desemboca a la cavitat nasal.
- Els ossos nasals són petits, allargats i formen la part superior del pont del nas.
- Els cornets inferiors són prims i laminars i avancen a cada costat de la cavitat nasal.

La regió inferior és constituïda per un sol os: el maxil·lar inferior, mòbil, que s'uneix amb el crani mitjançant l'articulació temporomandibular. El maxil·lar inferior constitueix la mandíbula. Té forma de v horitzontal amb dues branques verticals. Les dents estan situades en els alvèols dentaris. Les dues meitats dreta i esquerra de la mandíbula es troben unides per teixit fibrós. La unió es completa durant el segon any de naixement.
Els ossos de la cara formen, amb els de la base del crani, les cavitats orbitàries, les nasals i la bucal, on s'allotgen, respectivament, el globus ocular, la mucosa pituïtària i la llengua amb les terminacions gustatives.
| \| \| \| \| \| Parts de la calavera humana, vista frontal \| \| Parts de la calavera humana, vista lateral \| |  |                                            |
| Parts de la calavera humana, vista frontal                                                                    |  | Parts de la calavera humana, vista frontal |
| Parts de la calavera humana, vista frontal                                                                    |  | Parts de la calavera humana, vista lateral |